# Mola del Guerxet
La Mola del Guerxet és una muntanya de 1.121 metres que es troba entre els municipis de Montblanc i Vimbodí i Poblet, a la comarca de la Conca de Barberà.